# Klaudia Jedlińska
Klaudia Jedlińska (Bełchatów, 9 febbraio 2000) è una calciatrice polacca, attaccante del Paris FC e della nazionale polacca.

## Caratteristiche tecniche
Di bassa statura, proprio per questo motivo viene soprannominata Maluch o Mala. È un attaccante agile, veloce e abile ad attaccare gli spazi.

## Carriera

### Club
Appassionata di calcio, inizia a praticarlo nella squadra del suo voivodato, l'SMS Łódź.
Entrata nei ranghi del club nel 2014, viene promossa in prima squadra nel 2017 e da quel momento contribuisce attivamente alla vittoria del primo campionato nel 2021-2022 e della prima coppa nazionale nel 2022-2023.
Il 30 giugno 2023, dopo aver fatto oltre 38 reti in 111 presenze con il Łódź tra campionato e coppe, si trasferisce in Francia al Digione.
Debutta con la nuova maglia il 16 settembre 2023, nella sconfitta per 2-0 in campionato contro il Montpellier, valido per la prima giornata; mentre segna la prima rete alla nona giornata contro il Saint-Étienne: nell'occasione la sua marcatura è decisiva ai fini della vittoria per 3-2 della sua squadra. Conclude la sua prima stagione nell'Hexagone con 20 presenze e 8 reti, di cui tre in una singola gara di coppa contro il FEC Bastia, conclusa 0-10.
Nella sua seconda stagione in Francia migliora le prestazioni dell'annata precedente, raggiungendo la doppia cifra di goal.
In tal modo attira l'attenzione di altri club francesi, infatti, l'11 giugno 2025 viene annunciato il suo acquisto da parte del Paris FC, con cui firma un contratto triennale valido dal 1º luglio successivo.

### Nazionale
Il suo percorso nelle nazionali polacche inizia già a partire dal suo approdo in prima squadra al Łódź nel 2017, giocando dapprima in under 19 e poi in nazionale maggiore, con cui debutta il 13 aprile 2021 in occasione della sconfitta per 2-4 contro la Svezia.
Nel giugno 2025 viene inserita dalla CT Nina Patalon nella lista delle convocate per il campionato europeo 2025, in programma in Svizzera. Nello stesso mese, durante un'amichevole di preparazione all'Europeo giocata contro l'Ucraina e vinta per 4-0, segna la prima rete con la maglia della nazionale.

## Statistiche

### Presenze e reti nei club
Statistiche (parziali) aggiornate al 17 maggio 2025.
| Stagione        | Squadra         | Campionato      | Campionato | Campionato | Coppe nazionali | Coppe nazionali | Coppe nazionali | Coppe continentali | Coppe continentali | Coppe continentali | Altre coppe | Altre coppe | Altre coppe | Totale | Totale |
| Stagione        | Squadra         | Comp            | Pres       | Reti       | Comp            | Pres            | Reti            | Comp               | Pres               | Reti               | Comp        | Pres        | Reti        | Pres   | Reti   |
| Totale SMS Łódź | Totale SMS Łódź | Totale SMS Łódź | 111        | 38         |                 | 5+              | 3+              |                    | 2                  | 0                  |             | -           | -           | 118+   | 41+    |
| --------------- | --------------- | --------------- | ---------- | ---------- | --------------- | --------------- | --------------- | ------------------ | ------------------ | ------------------ | ----------- | ----------- | ----------- | ------ | ------ |
| 2023-2024       | Digione         | D1              | 18         | 5          | CF              | 2               | 3               | -                  | -                  | -                  | -           | -           | -           | 20     | 8      |
| 2024-2025       | Digione         | PL              | 19+1       | 10+0       | CF              | 3               | 1               | -                  | -                  | -                  | -           | -           | -           | 23     | 11     |
| Totale Digione  | Totale Digione  | Totale Digione  | 38         | 15         |                 | 5               | 4               |                    | -                  | -                  |             | -           | -           | 43     | 19     |
| 2025-2026       | Paris FC        | PL              | 0          | 0          | CF+CdL          | 0+0             | 0               | UWCL               | 0                  | 0                  | -           | -           | -           | 0      | 0      |
| Totale carriera | Totale carriera | Totale carriera | 149        | 53         |                 | 10+             | 7+              |                    | 2                  | 0                  |             | -           | -           | 161+   | 60+    |

### Cronologia presenze e reti in nazionale
| Cronologia completa delle presenze e delle reti in nazionale ― Polonia | Cronologia completa delle presenze e delle reti in nazionale ― Polonia | Cronologia completa delle presenze e delle reti in nazionale ― Polonia | Cronologia completa delle presenze e delle reti in nazionale ― Polonia | Cronologia completa delle presenze e delle reti in nazionale ― Polonia | Cronologia completa delle presenze e delle reti in nazionale ― Polonia | Cronologia completa delle presenze e delle reti in nazionale ― Polonia | Cronologia completa delle presenze e delle reti in nazionale ― Polonia |
| Data                                                                   | Città                                                                  | In casa                                                                | Risultato                                                              | Ospiti                                                                 | Competizione                                                           | Reti                                                                   | Note                                                                   |
| ---------------------------------------------------------------------- | ---------------------------------------------------------------------- | ---------------------------------------------------------------------- | ---------------------------------------------------------------------- | ---------------------------------------------------------------------- | ---------------------------------------------------------------------- | ---------------------------------------------------------------------- | ---------------------------------------------------------------------- |
| 13-4-2021                                                              | Łódź                                                                   | Polonia                                                                | 2 – 4                                                                  | Svezia                                                                 | Amichevole                                                             | -                                                                      | 80’                                                                    |
| 11-6-2021                                                              | San Pedro del Pinatar                                                  | Finlandia                                                              | 2 – 2                                                                  | Polonia                                                                | Amichevole                                                             | -                                                                      | 84’                                                                    |
| 11-11-2022                                                             | Breslavia                                                              | Polonia                                                                | 6 – 0                                                                  | Romania                                                                | Amichevole                                                             | -                                                                      | 71’                                                                    |
| 6-4-2023                                                               | Łódź                                                                   | Polonia                                                                | 2 – 1                                                                  | Costa Rica                                                             | Amichevole                                                             | -                                                                      | 46’                                                                    |
| 1-12-2023                                                              | Stalowa Wola                                                           | Ucraina                                                                | 0 – 1                                                                  | Polonia                                                                | UEFA Women's Nations League 2023-2024 - 1º turno                       | -                                                                      | 57’                                                                    |
| 5-4-2024                                                               | Kópavogur                                                              | Islanda                                                                | 3 – 0                                                                  | Polonia                                                                | Qual. Euro 2025                                                        | -                                                                      | 67’                                                                    |
| 9-4-2024                                                               | Gdynia                                                                 | Polonia                                                                | 1 – 3                                                                  | Austria                                                                | Qual. Euro 2025                                                        | -                                                                      | 58’                                                                    |
| 25-10-2024                                                             | Bucarest                                                               | Romania                                                                | 1 – 2                                                                  | Polonia                                                                | Qual. Euro 2025                                                        | -                                                                      | 90+4’                                                                  |
| 29-10-2024                                                             | Danzica                                                                | Polonia                                                                | 4 – 1                                                                  | Romania                                                                | Qual. Euro 2025                                                        | -                                                                      | 46’                                                                    |
| 3-12-2024                                                              | Vienna                                                                 | Austria                                                                | 0 – 1                                                                  | Polonia                                                                | Qual. Euro 2025                                                        | -                                                                      | 67’ 76’                                                                |
| 21-2-2025                                                              | Danzica                                                                | Polonia                                                                | 2 – 0                                                                  | Irlanda del Nord                                                       | UEFA Women's Nations League 2025 - 1º turno                            | -                                                                      | 63’                                                                    |
| 25-2-2025                                                              | Bucarest                                                               | Romania                                                                | 0 – 1                                                                  | Polonia                                                                | UEFA Women's Nations League 2025 - 1º turno                            | -                                                                      | 90’                                                                    |
| 4-4-2025                                                               | Danzica                                                                | Polonia                                                                | 5 – 1                                                                  | Bosnia ed Erzegovina                                                   | UEFA Women's Nations League 2025 - 1º turno                            | -                                                                      | 69’                                                                    |
| 27-06-2025                                                             | Mielec                                                                 | Polonia                                                                | 4 – 0                                                                  | Ucraina                                                                | Amichevole                                                             | 1                                                                      | 46’                                                                    |
| Totale                                                                 |                                                                        | Presenze                                                               | 14                                                                     |                                                                        | Reti                                                                   | 1                                                                      |                                                                        |

## Palmarès

### Club

#### Competizioni nazionali
- Campionato polacco: 1

SMS Łódź: 2021-2022
- Coppa di Polonia: 1

SMS Łódź: 2022-2023